# Brecht Evens
Brecht Evens (Hasselt, 1986) is een Belgische stripauteur en illustrator die in Parijs woont. Verscheidene van zijn stripromans werden in het Frans, Engels, Duits, Spaans, Deens, Noors, Italiaans, Russisch, Koreaans, Pools, Portugees, Sloveens, Turks, Slovaaks en Oekraïens vertaald en internationaal gelauwerd. Hij werkt daarnaast voor de pers, mode en kunstgalerieën en breidt zijn tekenwerk ook uit naar animatiefilms en lithografie.

## Biografie
Brecht Evens studeerde Illustratie aan de Luca School of Arts in Gent en publiceerde in de stripbladen Hic Sunt Leones en Parcifal. 
De doorbraak kwam in 2009 met Ergens waar je niet wil zijn. Voor het eerst werkte hij hier met een door zijn toenmalige mentor Randall Casaer geïnspireerde vrijere schildertechniek waartoe zijn docent Goele Dewanckel hem had gestimuleerd. Het boek werd bekroond met de eerste Willy Vandersteenprijs, een Fauve op het Internationaal stripfestival van Angoulême en genomineerd voor een Eisner Award, een van de belangrijkste Amerikaanse prijzen voor stripboeken. 
In 2016 tekende hij voor de Fondation Louis Vuitton een boek over Parijs. Hij was de eerste Belgische kunstenaar die voor de kunstzinnige reeks reispublicaties van deze uitgever werd gevraagd.
Brecht Evens ontwierp enorme fresco's in Antwerpen (Bruiloft, 2012-2021, Oever), Brussel (Bloemenhof, 2018, Groot Sermentstraat), Knokke-Heist (Carnivàle, 2022, Pannenstraat) en Aulnay-sous-Bois (station Grand Paris Expres, 2025)   
In augustus 2018 publiceerde hij zijn striproman Les Rigoles waarvan onder andere in september 2018 de Nederlandstalige (Het Amusement) en in 2021 de Engelse versie (The City of Belgium) verscheen. In januari 2019 ontving hij voor Les Rigoles op het Internationaal Stripfestival van Angoulême de Prix spécial du Jury (Fauve voor de meest opmerkelijke Franstalige striproman van 2018 qua verhaal, tekenwerk en originaliteit). Hij is de eerste Nederlandstalige auteur die met deze prestigieuze prijs werd gelauwerd. 
In 2020 organiseerde het Cartoonmuseum van Bazel (CH) de grote overzichtstentoonstelling Night Animals. In 2021 werd
zijn eerste Belgische overzichtstentoonstelling We kunnen eender waarheen gehouden, een dubbelexpo in Het Stadsmus en Villa Verbeelding te Hasselt. In 2024 werd hij de laureaat van de Bronzen Adhemar, de belangrijkste Vlaamse prijs voor de strip ter gelegenheid waarvan in de Warande van Turnhout de overzichtstentoonstelling Droomjob werd georganiseerd. 
In samenwerking met de Philharmonie de Paris ontwierp hij een gigantische interactieve opstelling rond stemmen en instrumenten over de hele wereld heen: Mappemonde - Voix, d'où vients-tu ? (2022)
Begin 2024 publiceerde hij tegelijkertijd in het Nederlands en het Frans het eerste deel van het meerluik: De Bondgenoten/Le Roi Méduse. Daarin verrijkt hij zijn vrije schildertechniek met het fijne penseel en lithografie.
In 2025 volgden solotentoonstellingen met nadruk op zijn lithografisch werk in Bastia (F) en La Louvière.
In hetzelfde jaar pakte Cherbourg (F) uit met een grote overzichtstentoonstelling in het kader van de Biennale du 9e Art met Brecht Evens als de centrale gastartiest.
| België (Antwerpen, 2009 en 2011/ Blankenberge 2024/ Brussel, 2016, 2017-2018 en 2024 / Gent, 2013 en 2018/ Hasselt, 2021-2022 / Knokke-Heist, 2024 / La Louvière 2025 / Turnhout, 2024), Zwitserland (Luzern, 2010/ Bazel, 2020-2021/ Lausanne, 2024), Frankrijk (Parijs, 2012, 2014, 2016, 2018, 2022, 2022-2023, 2024, 2024, 29 mei tot 4 november 2024 Centre Pompidou met o.a. Brecht Evens vs Paul Klee, Art Paris 2025/ Angoulême, 2013 en 2023/ Aix en Provence, 2016/ Arles, 2018/ Bastia, 2019 en 2025/ Cherbourg, 2025), Taiwan (Taichung, 2017), China (Shanghai, 2018), Rusland (Moskou, 2018), Slovenië (Ljubljana, 2022), Spanje (Barcelona, 2023) |

| Night Animals             | Bazel (CH)      | Cartoonmuseum                               | 12/9/2020-31/1/2021                                                                |
| We kunnen eender waarheen | Hasselt (B)     | Het Stadsmus en Villa Verbeelding           | 12/6/2021-16/10/2021 in Het Stadsmus, verlengd tot 16/01/2022 in Villa Verbeelding |
| Droomjob                  | Turnhout (B)    | Warande                                     | 07/09/2024-11/11/2024                                                              |
| Eau Douce                 | Bastia (F)      | Musée de Bastia                             | 03/04/2025-03/05/2025                                                              |
| Le repaire de la Méduse   | Cherbourg (F)   | Le Musée Thomas Henry                       | 20/06/2025-16/11/2025                                                              |
| Brecht Evens est pressé   | La Louvière (B) | Centre de la Gravure et de l'Image imprimée | 14/06/2025-23/11/2025                                                              |

## Publicaties
| Titel                             | Jaar | Uitgeverij                                                              | Varia |  |
| --------------------------------- | ---- | ----------------------------------------------------------------------- | --- |  |
| Een boodschap uit de ruimte       | 2005 | Van Halewijck                                                           | |  |
| Vincent                           | 2006 | Oogachtend                                                              | |  |
| Pinokkio                          | 2007 | Oogachtend                                                              | Beperkte oplage |  |
| Nachtdieren                       | 2007 | Oogachtend                                                              | Nominatie beste Amerikaanse editie van een internationale productie Eisner Award 2012 voor Night Animals (Topshelf productions, Marietta - USA) |  |
| Ergens waar je niet wil zijn      | 2009 | Oogachtend                                                              | Nominatie beste teken- en multimediakunstenaar Eisner Award 2011 voor The Wrong Place (Drawn&Quarterly, Montreal) |  |
| De Liefhebbers                    | 2011 | Oogachtend                                                              | *Officiële selectie Angoulême 2012 voor Les Amateurs (Actes Sud, Parijs) *Nominatie Gouden Uil 2012 *Nominatie beste Amerikaanse editie van een internationale productie Eisner Award 2013 voor The Making of (Drawn&Quarterly, Montreal) |  |
| Les Cromosaures de l'Espace       | 2014 | Actes Sud Junior                                                        | Scenario van Wladimir Anselme, door hem in 2022 bewerkt tot operavoorstelling |  |
| Panter                            | 2014 | Oogachtend                                                              | *Officiële selectie Angoulême 2015 voor Panthère (Actes Sud, Parijs) *Nominatie beste teken- en multimediakunstenaar Eisner Award 2017 voor Panther (Drawn&Quarterly, Montreal) *Nominatie beste lettering Eisner Award 2017 voor Panther (Drawn&Quarterly, Montreal) *Selectie beste Spaanstalige strips van 2018 door RTVE.es voor Pantera (Astiberri, Bilbao) *Nominatie beste boek van buitenlandse auteur gepubliceerd in Spanje in 2018 - 37 Comic Barcelona voor Pantera (Astiberri, Bilbao) *Theateradaptie van Panthère naar Prince Panthère door Érika Tremblay-Roy in een regie van Gilles Abel voor Le Petit Theâtre de Sherbrooke (2022, Québec)                                                                                               |  |
| Paris                             | 2016 | Louis Vuitton Travel Books                                              | |  |
| Het Amusement                     | 2018 | Oogachtend                                                              | *Finalist Prix des libraires du Québec 2019 voor Les Rigoles (Actes Sud, Parijs) *Nominatie Het Stripschap -jaarprijs 2019 voor beste beeldverhaal van 2018 *Nominatie Cutting Edge -award 2019 voor beste strip van 2018 *Nominatie Scam-prix du récit dessiné 2019 voor Les Rigoles (Actes Sud, Parijs) *Nominatie Prix Bédélys Monde (Québec) 2019 voor Les Rigoles (Actes Sud, Parijs) *Theateradaptatie van Les Rigoles door Collectif CCC en La Filiale Fantôme in een regie van Mathias Brossard (Nyon/Lausanne/Genève) 2021 *Nominatie Harvey Awards 2021 (New York) - 'Best International Book' voor The City of Belgium (Drawn&Quarterly, Montreal) *Nominatie Ignatz Awards 2022 (Maryland, USA) - 'Outstanding Artist' voor The City of Belgium |  |
| Marona's fantastic tale           | 2019 | Aparte -Sacrebleu Productions - Minds Meet                              | Animatielangspeelfilm van Anca Damian - Graphic concept consultant & Character designer *Officiële selectie Festival international du film d'animation d'Annecy 2019 *Nominatie European Film Awards 2019 *Officiële selectie Oscar 2020 voor beste animatiefilm |  |
| Lontano: Brecht Evens             | 2019 | Actes Sud/ Oogachtend                                                   | Posterboek (Portfolio met 36 prenten) |  |
| Genius Loci                       | 2019 | Kazan Productions                                                       | Animatiekortfilm van Adrien Mérigeau - Production designer *Speciale vermelding van de jury Internationaal Kortfilmfestival van Clermont-Ferrand 2020 *Speciale vermelding van de jury Festival international du film d'animation d'Annecy 2020 *Nominatie Oscar 2021 voor beste animatiekortfilm |  |
| Idulfania                         | 2020 | Anette Gehring, Christoph Merian Verlag - Zwitserland / 2021 Oogachtend | Stopcomics in 2011 en 2012 tweewekelijks gepubliceerd in BRUZZ en gebundeld ter gelegenheid van de tentoonstelling Night Animals in het Cartoonmuseum van Bazel |  |
| Peter Pan                         | 2020 | Beehive Books, Philadelphia - USA                                       | Illustraties in drie dimensies bij deze klassieker uit 1911 van J.M. Barrie *Finalist Locus Award 2021 Illustrated and art book |  |
| Op weg naar waar je niet wil zijn | 2020 | Oogachtend                                                              | Bijlage in de verzamelbox voor de twee boeken Ergens waar je niet wil zijn en Het Amusement |  |
| De Bondgenoten 1 Le Roi Méduse 1  | 2024 | Oogachtend Actes Sud                                                    | Franse vertaling van Wladimir Anselme *Officiële selectie Fauve d'Or - Internationaal Festival van de Strip Angoulême 2025 *Finalist Grand Prix de la critique ACBD 2025 *Longlist De Boon (literatuurprijs) 2024 *Longlist Ultimas - Vlaamse Cultuurprijzen 2025 *Finalist Prix des Libraires du Quebec 2025 *Selectie beste strip van 2025 door ACDCómic (Spanje) voor El Rey Medusa |  |

## Onderscheidingen
- 2005 - Grote Prijs voor de Kortstrip met het kortverhaal Koenraad
- 2006 - Prijs van het stripdebuut - Vlaamse Onafhankelijke Stripgilde voor Een Boodschap uit de Ruimte
- 2009 - Plastieken Plunk voor het kortverhaal Handen uit de mouwen
- 2009 - Stripvos voor Ergens waar je niet wil zijn
- 2010 - Willy Vandersteenprijs voor Ergens waar je niet wil zijn
- 2011 - Fauve d'Angoulême (Prix de l'Audace) voor Les Noceurs, (Actes Sud BD, Parijs), Franse vertaling van Ergens waar je niet wil zijn
- 2015 - Prix Bédélys Monde (prijs voor het beste Franstalige stripverhaal, Québec) voor Panthère (Actes Sud BD, Parijs)
- 2016 - Rudolph Dirks Award (prijs voor bestgetekende Europese strip in Duitse vertaling) voor Panter (Reprodukt, Berlijn)
- 2019 - Fauve d'Angoulême (Prix spécial du Jury) voor Les Rigoles (Actes Sud BD, Parijs), Franse vertaling van Het Amusement
- 2019 - Topor, Prix de l'inattendu (Prix "Rembrandt l'aurait aimé") voor Les Rigoles (Actes Sud BD, Parijs), Franse vertaling van Het Amusement
- 2019 - Grote Prijs BIAF 2019 (Bucheon, Zuid-Korea) voor Marona's Fantastic Tale
- 2019 - Speciale Prijs van de Jury voor visuele articiteit en emotionele impact AIF 2019 (Hollywood - USA) voor Marona's Fantastic Tale
- 2020 - The Audi Shortfilmaward 70th Berlinale (Gouden Beer) voor Genius Loci
- 2020 - Grote Prijs Animatielangspeelfilm Tokyo Anime Award Festival voor Marona's Fantastic Tale
- 2020 - Film Critics Special Jury Prize Dublin International Film Festival voor Marona's Fantastic Tale
- 2020 - ICMA Design Award of Excellence voor Idulfania (Christoph Merian Verlag, Zwitserland)
- 2021 - André-Martin Award for featurefilm (Festival International du film d'animation d'Annecy) voor Marona's Fantastic Tale
- 2024 - Bronzen Adhemar, tweejaarlijkse oeuvreprijs voor stripmakers in Vlaanderen
- 2024 - Prix Gribouillis Bandes Dessinées, Bordeaux, voor Le Roi Méduse 1 (Actes Sud BD, Parijs), Franse editie van De Bondgenoten 1
- 2024 - Prix Littéraire Les Inrockuptibles, prix de la bande dessinée voor Le Roi Méduse 1 (Actes Sud BD, Parijs), Franse editie  van De Bondgenoten 1
- 2025 - Shortlist De Boon voor De Bondgenoten 1